# Alozaina

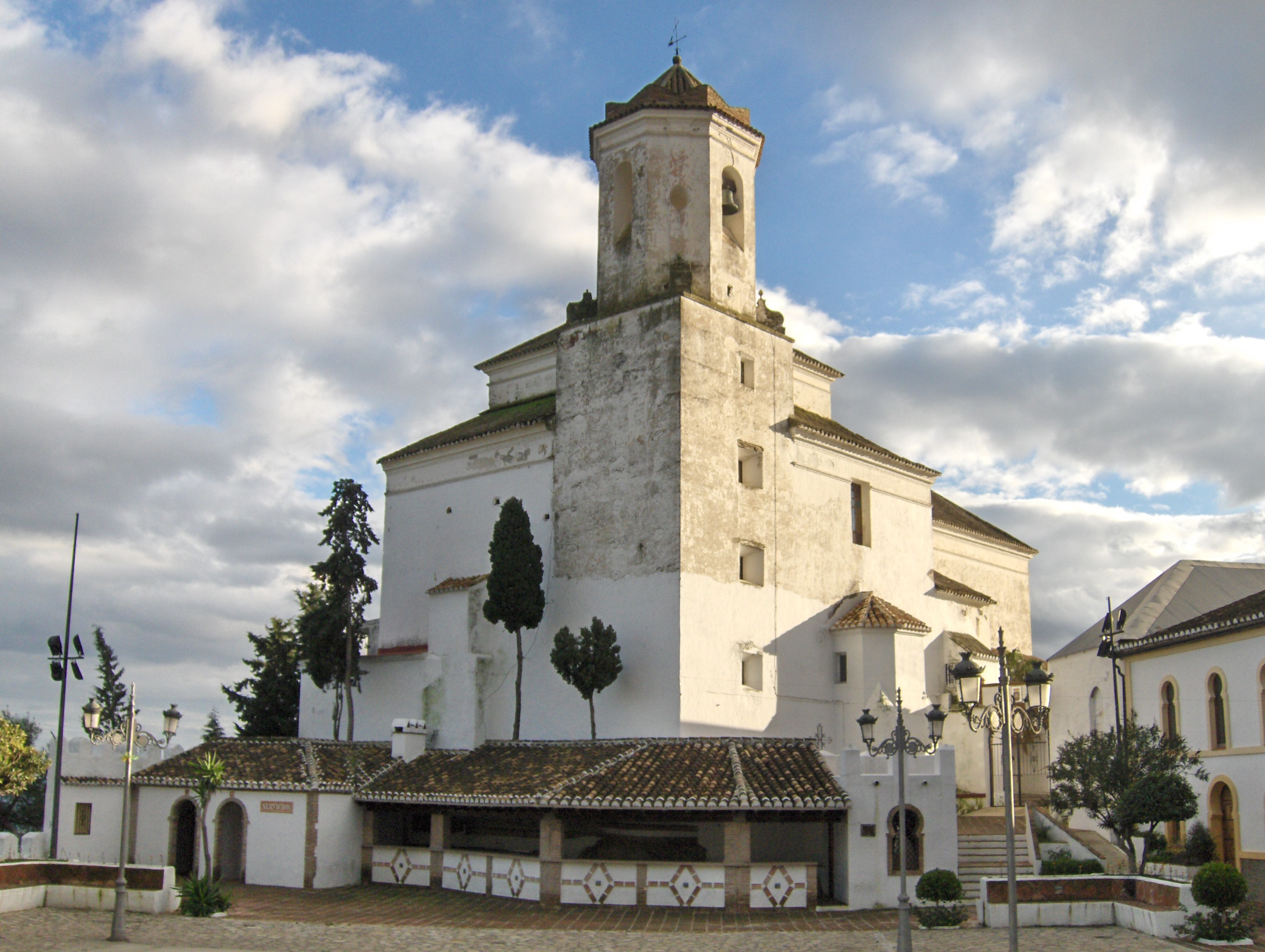
Alozaina – Iglesia de Santa Ana

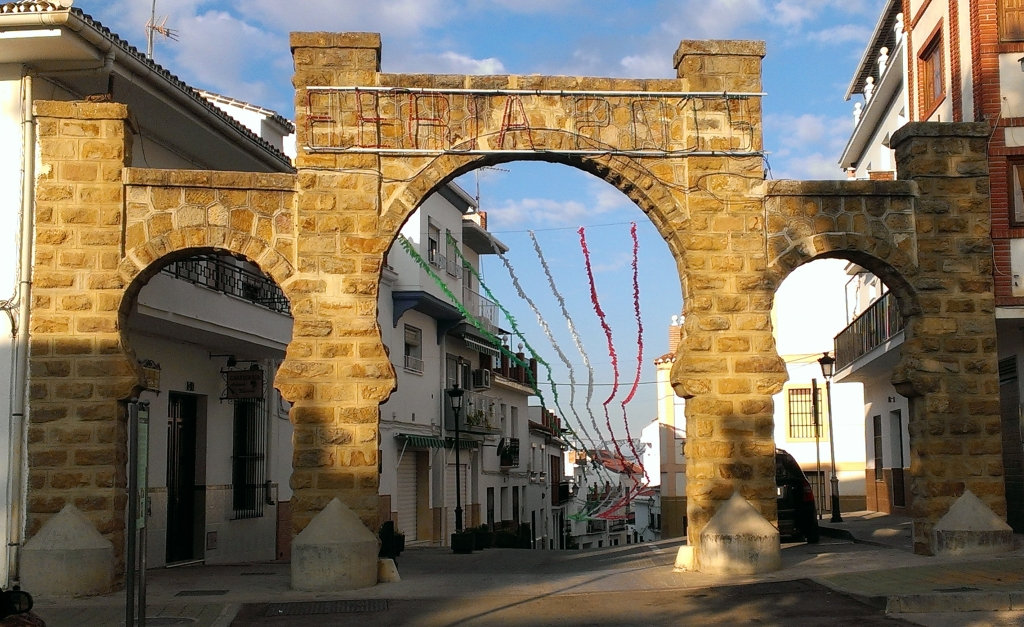
Alozaina – Arco de Alozaina

Alozaina ist ein südspanischer Ort und eine Gemeinde (municipio) mit 2.130 Einwohnern (Stand: 2024) in der Provinz Málaga in der Autonomen Region Andalusien. Der Ort zählt zu den „Weißen Dörfern“ (Pueblos Blancos) der Provinz Málaga.

## Lage und Klima
Der Ort Alozaina liegt im Quellgebiet zahlreicher Bäche (arroyos), deren Wasser allesamt über den Río Grande in den Río Guadalhorce fließen; er befindet sich in den zumeist bewaldeten Bergen der Sierra de las Nieves, dem westlichen Teil der Betischen Kordillere, ca. 53 km (Fahrtstrecke) westlich der Provinzhauptstadt Málaga in einer Höhe von ca. 340 bis 385 m; die Stadt Ronda liegt knapp 44 km westlich. Das gleichermaßen vom Atlantik wie vom Mittelmeer beeinflusste Klima ist gemäßigt bis warm; der für südspanische Verhältnisse ergiebige Regen (ca. 650 mm/Jahr) fällt – mit Ausnahme der eher trockenen Sommermonate – verteilt übers ganze Jahr.

## Bevölkerungsentwicklung
| Jahr      | 1857  | 1900  | 1950  | 2000  | 2020  |
| Einwohner | 3.283 | 3.348 | 3.197 | 2.231 | 2.093 |

Die Mechanisierung der Landwirtschaft, die Aufgabe bäuerlicher Kleinbetriebe und der daraus resultierende Verlust von Arbeitsplätzen auf dem Lande haben seit den 1950er Jahren zu einem deutlichen Rückgang der Einwohnerzahl geführt (Landflucht). Zur Gemeinde gehört auch der noch etwa 20 Einwohner zählende Weiler (pedanía) Jorox.

## Wirtschaft
Die Menschen früherer Jahrhunderte lebten im Wesentlichen als Selbstversorger von der Landwirtschaft, zu der auch der Wein- und Olivenanbau sowie die Zucht von Schafen, Ziegen und Hühnern gehörte. Die Mauren legten Bewässerungskanäle an, von denen lange Zeit auch die Christen profitierten. Später ließen sich im Ort selbst auch Händler, Handwerker und Dienstleister aller Art nieder. Heute spielt der innerspanische Tourismus eine nicht unwesentliche Rolle im Wirtschaftsleben der Gemeinde.

## Geschichte
In einer nahegelegenen Felshöhle (cueva) wurden kleinere Steinwerkzeuge und drei Tongefäße aus der Zeit um 7000 v. Chr. entdeckt, die heute im Museum von Málaga gezeigt werden. Auch Iberer, Phönizier und Römer hinterließen Spuren auf dem heutigen Gemeindegebiet, doch ist der Ort sehr wahrscheinlich eine maurische Gründung. Von ca. 880 bis 918 gehörte Alozaina zum Herrschaftsgebiet des Rebellenführers ʿUmar ibn Hafsūn und konnte erst nach seinem Tod durch das Eingreifen des Emirs und späteren Kalifen Abd ar-Rahman III. wieder der Zentralmacht Córdobas unterstellt werden. Im Jahr 1484 wurden der Ort und sein Umland von den Christen zurückerobert (reconquista). Die maurische Bevölkerung war fortan gezwungen, die politische, soziale und kulturelle Oberhoheit der Christen anzuerkennen, weshalb es in der Region im 16. Jahrhundert immer wieder zu Unruhen kam, die schließlich auf Geheiß Philipps II. durch das militärische Eingreifen der Herzöge von Arcos und Medina-Sidonia im Jahr 1570 beendet wurden. Danach scheint Alozaina weitgehend entvölkert gewesen zu sein, sodass Philipp II. die Ansiedlung von Christen aus Galicien, Sevilla und Córdoba anordnete.

## Sehenswürdigkeiten
- Eine Iglesia de Santa Ana stand schon zu Beginn des 16. Jahrhunderts auf dem höchsten Punkt des Ortes; ein Jahrhundert später wurde eine umfassende Restaurierung notwendig. Der heutige Bau mitsamt dem oben achteckigen Glockenturm (campanario) entstand jedoch erst in den Jahren 1770 bis 1774. Während die Kirche weitgehend aus verputzten Bruchsteinen besteht, ist das Portal in Ziegelstein ausgeführt. Der dreiteilige Vierungsbereich und das Kirchenschiff (nave) werden von flachen Holzdecken überspannt; über der Vierung selbst spannt sich eine unbelichtete Kuppel.[6]
- Die Ruine des Torreon María Sagredo erinnert an die Unruhen und Plünderungen des Jahres 1570 sowie an die heldenhafte Verteidigung des Ortes durch als Männer verkleidete Frauen. Auch das Stadtwappen nimmt darauf Bezug.[7]
- Der Bogen (arco) der Stadt stammt aus dem Jahr 1951; die drei Bögen sind als Hufeisenbögen gestaltet.[8]

Umgebung
- Ca. 2 km nördlich des Ortes befinden sich die Überreste einer mozarabischen Kapelle (ermita) und einer Nekropolis aus derselben Zeit.[9]
- Südöstlich des Ortes beim Cerro de Ardite wurde zu Beginn des 21. Jahrhunderts das Megalithgrab Tesorillo de la Llaná freigelegt. Es ist heute durch Eisengitter geschützt.[10]